# Rodeio Bonito

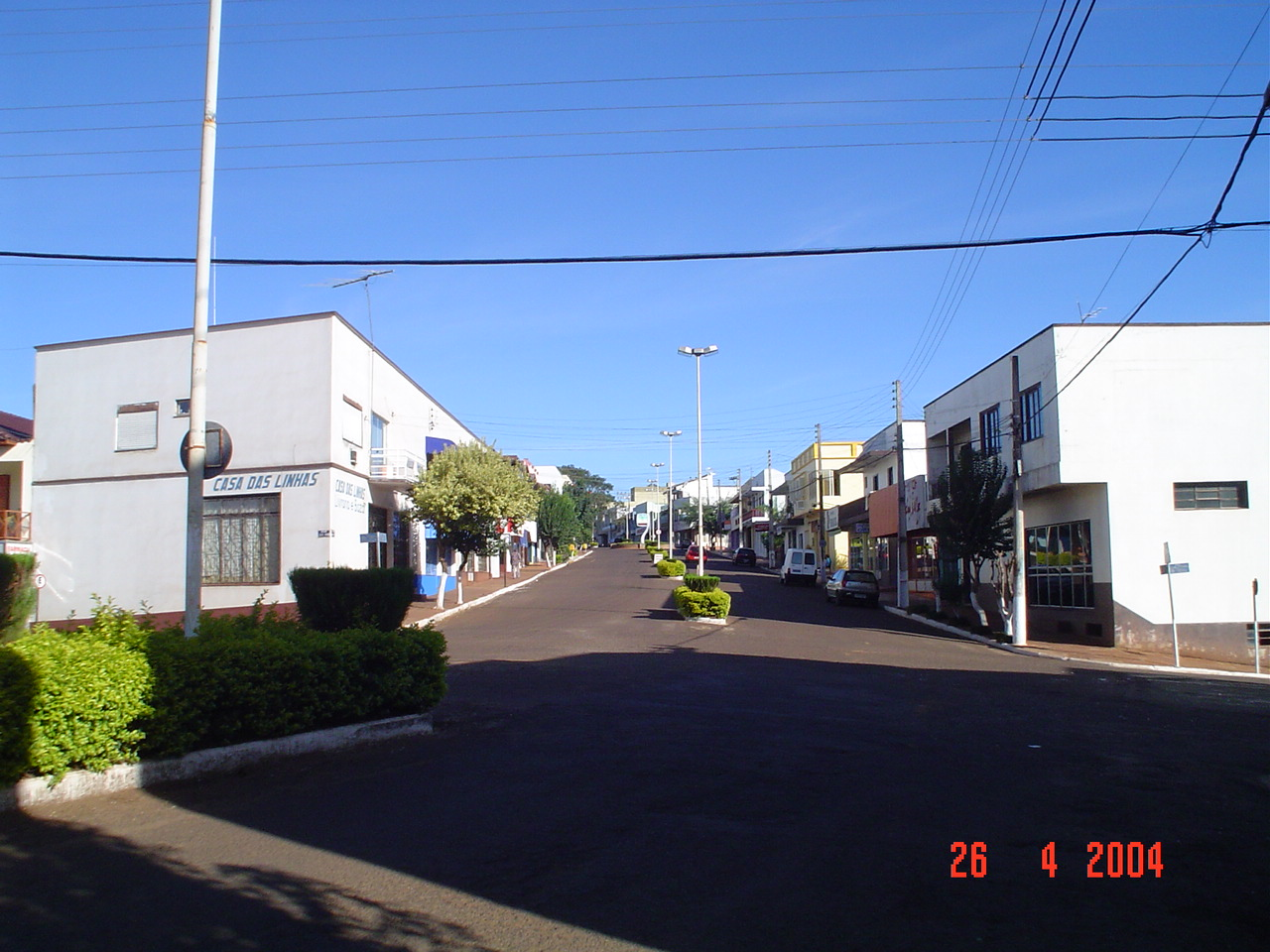
Avenida de Comércio en Rodeio Bonito.

Rodeio Bonito es un municipio brasileño del estado de Rio Grande do Sul.
Se encuentra ubicado a una latitud de 27º28'14" Sur y una longitud de 53º10'08" Oeste, estando a una altitud de 371 metros sobre el nivel del mar. Su población estimada para el año 2004 era de 5.602 habitantes.
Ocupa una superficie de 81,675 km².
- Datos: Q679055
- Multimedia: Rodeio Bonito / Q679055